# 北海道道776号北滝の川東滝川停車場線

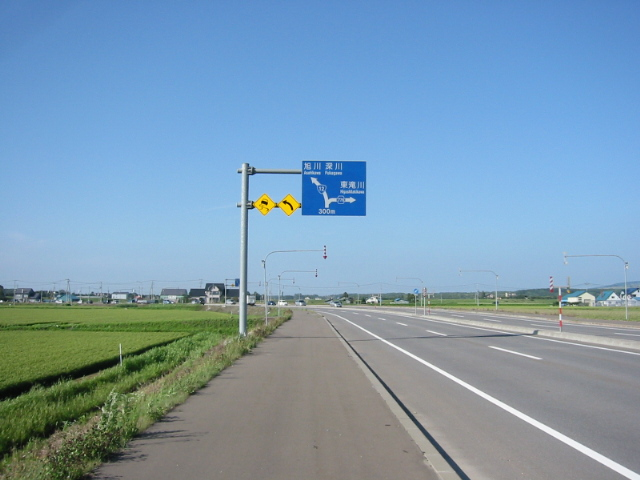
国道12号からの分岐付近

北海道道776号北滝の川東滝川停車場線（ほっかいどうどう776ごう きたたきのかわひがしたきかわていしゃじょうせん）は、北海道滝川市内を結ぶ一般道道（北海道道）である。

## 概要

### 路線データ
- 起点：北海道滝川市北滝の川（国道12号交点）
- 終点：北海道滝川市東滝川町（国道38号交点）
- 路線延長：5.2km（総延長）

## 歴史
- 1972年（昭和47年）3月31日 路線認定[1]。

## 地理

### 通過する自治体
- 空知総合振興局
  - 滝川市

### 交差する道路
滝川市
- 国道12号 - 北滝の川（起点）
- 国道38号 - 東滝川町（終点）

### 沿線にある施設など
滝川市
- JR北海道 根室本線 東滝川駅（廃駅） - 東滝川